# Richard Bausch
Pour les articles homonymes, voir Bausch.
Richard Bausch est un écrivain américain né le 18 avril 1945  à Fort Benning en Géorgie. Il est l'auteur de romans et de recueils de nouvelles dont Les Puissances Rebelles (1995), Violence (1997), La Saison Des Ténèbres (2001), Espèces Menacées (2003), Petite Visite Aux Cannibales (2004), Paix (2009) et L'Homme Qui A Connu Belle Starr (2009) publiés par Gallimard.

## Biographie

### Jeunesse
Bausch est né en 1945 à Fort Benning, en Géorgie. Il est le frère jumeau de l'auteur Robert Bausch.
Il a servi dans l'armée de l'air américaine de 1966 à 1969. Ensuite, il a fait des tournées dans le Midwest et le Sud des États-Unis en chantant dans un groupe de rock et se produisant dans des stand-ups. Il a aussi écrit de la poésie. Après, il a obtenu une licence de l'université George Mason et un master en Beaux-Arts. À partir de 1974, il enseigne l'anglais et l'écriture littéraire dans plusieurs universités.
Il obtient une bourse Guggenheim en 1984.

## Œuvres traduites en français
- Les Puissances rebelles, [« Rebel powers »], trad. de Serge Chauvin, Paris, Éditions Gallimard, coll. « Du monde entier », 1995, 414 p.  (ISBN 2-07-073651-2)
- Violence, [« Violence »], trad. de Janine Hérisson, Paris, Éditions Gallimard, coll. « Du monde entier », 1997, 304 p.  (ISBN 2-07-073237-1)
- Salut à l'Amérique, dans ses foyers et sur les mers, [« Good evening Mr & Mrs America, and all the ships at sea »], trad. de Jamila Ouahmane Chauvin, Paris, Éditions Gallimard, coll. « Du monde entier », 1999, 476 p.  (ISBN 2-07-074970-3)
- La Saison des ténèbres, [« In the night season »], trad. de Jamila Ouahmane Chauvin, Paris, Éditions Gallimard, coll. « Du monde entier », 2001, 401 p.  (ISBN 2-07-075639-4)
- Espèces menacées, [« Rare and endangered species » & « Someone to watch over me »], trad. de Jamila et Serge Chauvin, Paris, Éditions Gallimard, coll. « Du monde entier », 2003, 260 p.  (ISBN 2-07-074454-X)
- Petite visite aux cannibales , [« Hello to the cannibals »], trad. de Jamila Ouahmane Chauvin, Paris, Éditions Gallimard, coll. « Du monde entier », 2004, 632 p.  (ISBN 2-07-076916-X)
- Paix, [« Peace »], trad. de Jamila Ouahmane Chauvin, Paris, Éditions Gallimard, coll. « Du monde entier », 2009, 170 p.  (ISBN 978-2-07-012174-8)
- L’homme qui a connu Belle Star, [« The stories of Richard Bausch »], trad. de Serge et Jamila Ouahmane Chauvin, Paris, Éditions Gallimard, coll. « Du monde entier », 2009, 430 p.  (ISBN 978-2-07-077212-4)
- Quelque chose est là-dehors et autres nouvelles, [« Somethings is out there »], trad. de Stéphanie Levet, Paris, Éditions Gallimard, coll. « Du monde entier », 2013  (ISBN 978-2-07-013581-3)
- Avant et après la chute, [« Before, during after »], trad. de Stéphanie Levet, Paris, Éditions Gallimard, coll. « Du monde entier », 2015  (ISBN 978-2-07-014668-0)